# Pavocosa langei
Pavocosa langei är en spindelart som först beskrevs av Cândido Firmino de Mello-Leitão 1947.  
Pavocosa langei ingår i släktet Pavocosa och familjen vargspindlar. Inga underarter finns listade i Catalogue of Life.